# Cerna Mesta
Cerna Mesta (în bulgară Черна Места) este un sat în Obștina Iakoruda, Regiunea Blagoevgrad, Bulgaria.

## Demografie
Componența etnică a satului Cerna Mesta
     Bulgari (2,87%)
     Turci (84,65%)
     Nicio identificare (12,47%)
     Altele (0%)
La recensământul din 2011, populația satului Cerna Mesta era de 417 locuitori. Din punct de vedere etnic, majoritatea locuitorilor (84,65%) erau turci, cu o minoritate de bulgari (2,87%). Pentru 12,47% din locuitori nu este cunoscută apartenența etnică.